# Karl Pankow

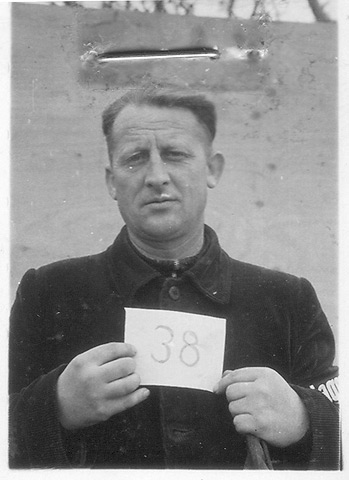
Karl Pankow nach dem 11. April 1945 als potentieller Zeuge mit einer erkennungsdienstlichen Nummer für eine spätere Prozessausage gegen die ehemalige Lagerleitung des KZ Buchenwald

Karl Pankow (* 1905 in Stettin; † 1973 in Schöneiche bei Berlin) war ein deutscher Kommunist und ehemaliger politischer Häftling im KZ Dachau und im KZ Buchenwald, ministerieller Mitarbeiter der Landesregierung Thüringen und Vorsitzender des Rates des Kreises Sternberg.

## Lebensdaten
Pankow absolvierte nach dem Besuch der Volksschule eine Lehre zum Wagenbauer (Stellmacher). Schon als Jugendlicher trat er der Sozialistischen Arbeiterjugend (SAJ) und dem Kommunistischen Jugendverband Deutschlands (KJVD) bei und war von 1923 bis 1928 Mitglied von deren Pommerscher Bezirksleitung. 1928 trat er der Kommunistischen Partei Deutschlands (KPD) bei. Wegen illegaler Widerstandstätigkeit wurde er 1933 inhaftiert und im KZ Dachau interniert. Von 1936 bis 1937 wurde er im Gefängnis von Ichtershausen gefangen gehalten und von 1938 bis 1945 im KZ Buchenwald. Hier war er im Kommando der Tischlerei eingesetzt. Politisch konspirativ organisierte er die Häftlinge von Pommern und Ostpreußen. Seit 1942 war er der Verbindungsmann zum Parteiaktiv für den Bezirk Wasserkante und gehörte innerhalb der Häftlingslagerleitung neben Hein Hauptmann zu den Kontrolleuren. Nachdem er 1944 denunziert und verhaftet worden war, durfte er dennoch ins Lager zurückkehren und wurde dritter Lagerältester.
Nach der Befreiung von der NS-Herrschaft wurde Karl Pankow in der Sozialversicherung und verschiedenen Ministerien der Thüringer Landesregierung tätig. Im Jahre 1948 gehörte er mit Parteiauftrag der SED zu den Gründungsmitgliedern der National-Demokratischen Partei Deutschlands (NDPD) in Schwerin. Von 1952 bis 1959 war er der Vorsitzende des Rates des Kreises Sternberg und von 1959 bis 1961 Bürgermeister in Boizenburg/Elbe.